# Leader fantôme de la Chambre des communes
Le leader fantôme de la Chambre des communes est un membre du cabinet fantôme au Royaume-Uni. Il est le pendant au sein de l'opposition officielle du leader de la Chambre des communes.

## Leaders fantômes
| Nom               | Nom                   | Portrait | Début de mandat          | Fin de mandat            | Parti politique | Leader de l'Opposition     |
| ----------------- | --------------------- | -------- | ------------------------ | ------------------------ | --------------- | -------------------------- |
|                   | Herbert Morrison      |          | 1951                     | 1955                     | Travailliste    | Clement Attlee             |
|                   | Vacant                | Vacant   | Vacant                   | Vacant                   | Travailliste    | Hugh Gaitskell             |
|                   | Vacant                | Vacant   | Vacant                   | Vacant                   | Travailliste    | George Brown               |
|                   | Vacant                | Vacant   | Vacant                   | Vacant                   | Travailliste    | Harold Wilson              |
|                   | Selwyn Lloyd          |          | 16 octobre 1964          | 4 août 1965              | Conservateur    | Alec Douglas-Home          |
|                   | Vacant                | Vacant   | 4 août 1965              | 19 juin 1970             | Conservateur    | Edward Heath               |
|                   | Fred Peart            |          | 19 juin 1970             | 16 décembre 1971         | Travailliste    | Harold Wilson              |
|                   | Michael Foot          |          | 16 décembre 1971         | 6 décembre 1972          | Travailliste    | Harold Wilson              |
|                   | Edward Short          |          | 6 décembre 1972          | 4 mars 1974              | Travailliste    | Harold Wilson              |
|                   | James Prior           |          | 4 mars 1974              | 29 octobre 1974          | Conservateur    | Edward Heath               |
|                   | John Peyton           |          | 29 octobre 1974          | 19 novembre 1976         | Conservateur    | Edward Heath               |
| Margaret Thatcher | John Peyton           |          | 29 octobre 1974          | 19 novembre 1976         | Conservateur    |                            |
|                   | Francis Pym           |          | 19 novembre 1976         | Approx. 20 novembre 1978 | Conservateur    |                            |
|                   | Norman St John-Stevas |          | Approx. 20 novembre 1978 | 5 mai 1979               | Conservateur    |                            |
|                   | Michael Foot          |          | 4 mai 1979               | 8 décembre 1980          | Travailliste    | James Callaghan            |
|                   | John Silkin           |          | 8 décembre 1980          | 30 octobre 1983          | Travailliste    | Michael Foot               |
|                   | Peter Shore           |          | 30 octobre 1983          | 13 juillet 1987          | Travailliste    | Neil Kinnock               |
|                   | Frank Dobson          |          | 13 juillet 1987          | 2 novembre 1989          | Travailliste    | Neil Kinnock               |
|                   | John Cunningham       |          | 2 novembre 1989          | 24 juillet 1992          | Travailliste    | Neil Kinnock               |
|                   | Margaret Beckett      |          | 24 juillet 1992          | 13 mai 1994              | Travailliste    | John Smith                 |
|                   | Nick Brown (intérim)  |          | 13 mai 1994              | 21 juillet 1994          | Travailliste    | Margaret Beckett           |
|                   | Margaret Beckett      |          | 21 juillet 1994          | 20 octobre 1994          | Travailliste    | Tony Blair                 |
|                   | Ann Taylor            |          | 20 octobre 1994          | 2 mai 1997               | Travailliste    | Tony Blair                 |
|                   | Alastair Goodlad      |          | Mai 1997                 | Juin 1997                | Conservateur    | John Major                 |
|                   | Gillian Shephard      |          | Juin 1997                | 2 juin 1998              | Conservateur    | William Hague              |
|                   | Sir George Young      |          | 1er juin 1998            | 22 septembre 2000        | Conservateur    | William Hague              |
|                   | Angela Browning       |          | 26 septembre 2000        | 18 septembre 2001        | Conservateur    | William Hague              |
|                   | Eric Forth            |          | 18 septembre 2001        | 10 novembre 2003         | Conservateur    | Iain Duncan Smith          |
|                   | Oliver Heald          |          | 10 novembre 2003         | 10 mai 2005              | Conservateur    | Michael Howard             |
|                   | Chris Grayling        |          | 10 mai 2005              | 8 décembre 2005          | Conservateur    | Michael Howard             |
|                   | Theresa May           |          | 8 décembre 2005          | 19 janvier 2009          | Conservateur    | David Cameron              |
|                   | Alan Duncan           |          | 19 janvier 2009          | 7 septembre 2009         | Conservateur    | David Cameron              |
|                   | Sir George Young      |          | 8 septembre 2009         | 11 mai 2010              | Conservateur    | David Cameron              |
|                   | Rosie Winterton       |          | 12 mai 2010              | 8 octobre 2010           | Travailliste    | Harriet Harman             |
|                   | Hilary Benn           |          | 8 octobre 2010           | 7 octobre 2011           | Travailliste    | Ed Miliband                |
|                   | Angela Eagle          |          | 7 octobre 2011           | 13 septembre 2015        | Travailliste    | Ed Miliband                |
| Harriet Harman    | Angela Eagle          |          | 7 octobre 2011           | 13 septembre 2015        | Travailliste    |                            |
|                   | Chris Bryant          |          | 13 septembre 2015        | 26 juin 2016             | Travailliste    | Jeremy Corbyn              |
|                   | Paul Flynn            |          | 4 juillet 2016           | 6 octobre 2016           | Travailliste    | Jeremy Corbyn              |
|                   | Valerie Vaz           |          | 6 octobre 2016           | 9 mai 2021               | Travailliste    | Jeremy Corbyn Keir Starmer |
|                   | Thangam Debbonaire    |          | 9 mai 2021               | 4 septembre 2023         | Travailliste    | Keir Starmer               |
|                   | Lucy Powell           |          | 4 septembre 2023         | 5 juillet 2024           | Travailliste    | Keir Starmer               |
|                   | Chris Philp           |          | 5 juillet 2024           | en fonction              | Conservateur    | Rishi Sunak                |